# Cendrowice
Cendrowice (prononciation : [t͡sɛndrɔˈvit͡sɛ]) est un village polonais de la gmina de Góra Kalwaria dans le powiat de Piaseczno de la voïvodie de Mazovie dans le centre-est de la Pologne.

## Géographie
Il se situe à environ 6 kilomètres à l'ouest de Góra Kalwaria (siège de la gmina), 14 kilomètres au sud-est de Piaseczno (siège du powiat) et à 30 kilomètres au sud de Varsovie (capitale de la Pologne).

## Histoire
De 1975 à 1998, le village appartenait administrativement à la voïvodie de Varsovie.